# Johan Liljedahl

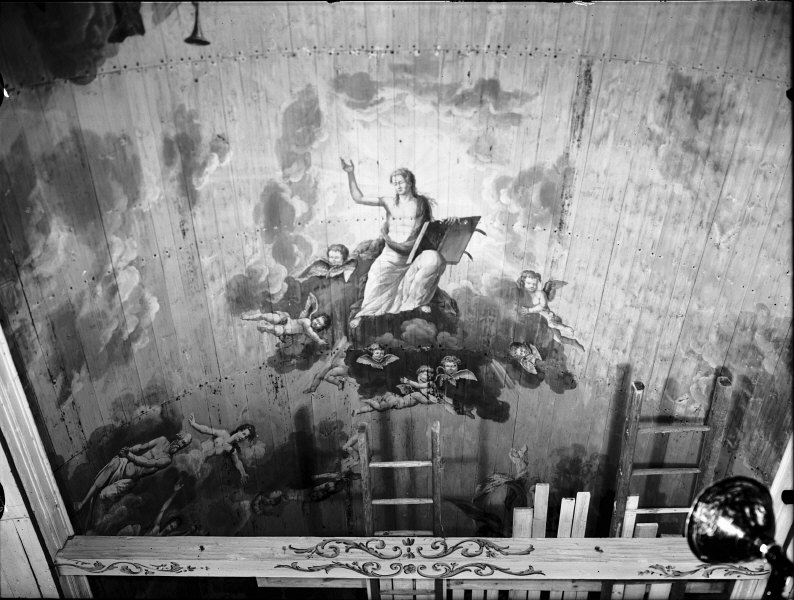
Takmålning i Öckerö gamla kyrka

Johan Liljedahl, även Jean och Lilliedahl eller Lilljedahl, född 1756 i Älvsborgs län, död 1811 i Göteborg, var en svensk målarmästare.

## Biografi
Johan Liljedahl var lärling i Borås 1796–1776 och avlade gesällprov där. Därefter blev han elev hos kunglige hovmålaren Lars Bolander i Stockholm och ett intresse för blomstermålning fick honom att gå kurser i botanik. Han fick mästarbrev 1785.
Efter att Liljedahl avlidit 1811 drev änkan Kristina Eleonora Blom tillsammans med sonen måleriverkstaden vidare fram till 1833.

## Verk
- 1786 Torslanda kyrka. Målningar av tak, altare och interiör. Försvunna.
- 1788 Landvetters kyrka. Takmålning. Bevarad.
- 1792 Öckerö gamla kyrka. Målning av tak och bänkdörrar. Bevarade.
- 1822 Mjöbäcks kyrka. Verkstaden, målade tak och väggar. Försvunna 1829.